# Oberthulba
Oberthulba là một đô thị ở huyện Bad Kissingen bang Bayern nước Đức. Đô thị Oberthulba có diện tích 52,24 km², dân số thời điểm ngày 31 tháng 12 năm 2006 là 5146 người.
Các đơn vị dân cư:
- Oberthulba
- Frankenbrunn
- Hassenbach
- Hetzlos
- Reith
- Schlimpfhof
- Thulba
- Wittershausen

## Dân số
| Năm  | Dân số |
| 1970 | 3717   |
| 1987 | 4261   |
| 2000 | 5121   |
| 2005 | 5177   |